# Árpád Ritter
Árpád Ritter (Budapest, 12 giugno 1975) è un ex lottatore allenatore di lotta ungherese, specializzato nella lotta libera, greco-romana e sulla spiaggia. È stato vicecampione mondiale e due volte campione europeo nella lotta greco-romana nella categoria 74 chilogrammi (2002 e 2003) e campione iridato nella lotta sulla spiaggia (2010).

## Biografia
È stato allenato da Istvan Gulyas. Ha gareggiaot per la Csepel SC di Budapest.
Si è contraddistinto a livello giovanile vincendo il bronzo nelle lotta greco-romana ai mondiali cadetti di Szombathely 1990 e due medaglie a quelli di Alma 1991: argento nella lotta libera e oro in quella greco-romana. 
Ha rappresentato l'Ungheria a tre edizioni consecutive dei Giochi olimpici estivi: Atlanta 1996, Sydney 2000 e Atene 2004.
Dopo il ritiro dall'attività agonistica nel 2011, è diventato allenatore di vari atleti, tra cui Bendegúz Tóth.
Ha sposato l'ex lottatrice italiana Diletta Giampiccolo con la quale ha avuto due figlie, Sophie ed Elisa.

## Palmarès

### Lotta greco-romana
- Mondiali

Budapest 2005: argento nella lotta greco-romana -74 kg;
- Europei

Budapest 2001: bronzo nella lotta greco-romana -76 kg;
Baku 2002: oro nella lotta greco-romana -74 kg;
Riga 2003: oro nella lotta greco-romana -74 kg;
Sofia 2007: bronzo nella lotta greco-romana -84 kg;
- Europei cadetti

Szombathely 1990: bronzo nella lotta greco-romana -60 kg;
Alma 1991: oro nella lotta greco-romana -70 kg; argento nella lotta libera -70 kg;

### Lotta sulla spiaggia
- Mondiali sulla spiaggia

Budva 2010: oro 85 kg; argento assoluto;